# آدم ماركوس
آدم ماركوس (بالإنجليزية: Adam Marcus)‏ هو كاتب سيناريو وكاتب ومخرج وممثل أمريكي، ولد في 1968 في الولايات المتحدة.

## أعمال

### أفلام
- (1993) جيسون يذهب إلى الجحيم الجمعة الأخيرة
- (2013) منشار تكساس 3 دي[4]

## وصلات خارجية
- آدم ماركوس على موقع IMDb (الإنجليزية)
- آدم ماركوس على موقع ألو سيني (الفرنسية)
- آدم ماركوس على موقع أول موفي (الإنجليزية)
- آدم ماركوس على موقع قاعدة بيانات الأفلام السويدية (السويدية)
- آدم ماركوس على موقع قاعدة بيانات الفيلم (الإنجليزية)
- آدم ماركوس على موقع كينوبويسك (الروسية)